# Équipe du Groenland féminine de football
Maillots
L'équipe du Groenland féminine de football est une sélection contrôlée par la fédération du Groenland de football (Greenland Football Union) qui n'est pas membre de la FIFA, ni de l'UEFA ou de la CONCACAF et ne participe donc pas aux grands tournois internationaux. Cette sélection a disputé la plupart de ses matchs contre les Bermudes et l'équipe de Gibraltar, mais ni l'un ni l'autre n'ont considéré ces matchs comme internationaux.
Le Groenland Football Union est membre de l'union international de football.

## Histoire
Le Groenland est un membre de l'Association internationale Island Games et a pris part aux Jeux des îles.
L'équipe féminine du Groenland ne prend pas part au tournoi des Jeux des Îles féminin de 2001, 2003 et 2005.
Depuis le 13 octobre 2005, il est un membre provisoire de la NF-Board et depuis le 25 mars 2006, il est membre de plein droit jusqu'en 2012.
L'équipe ne participe pas à la VIVA World Women's Cup 2008 et 2010.
Quelques jours avant le tournoi de football des Jeux des îles 2015, deux matchs de préparation sont organisés au Danemark, l'équipe féminine remporte ses deux rencontres.
En mai 2016, le Groenland rejoint la ConIFA.

## Palmarès
(Vierge)

## Parcours au tournoi de Football aux Jeux des Îles
| Année | Position | Match | Victoire | Nul | Défaite | but marqué | but encaissé |
| ----- | -------- | ----- | -------- | --- | ------- | ---------- | ------------ |
| 2001  | X        | -     | -        | -   | -       | -          | -            |
| 2003, | X        | -     | -        | -   | -       | -          | -            |
| 2005  | X        | -     | -        | -   | -       | -          | -            |
| 2007  | 8e       | 4     | 1        | 0   | 3       | 6          | 7            |
| 2009  | 7e       | 4     | 0        | 0   | 4       | 10         | 15           |
| 2011  | 3e       | 4     | 2        | 0   | 2       | 11         | 9            |
| 2013  | 2e       | 4     | 2        | 1   | 1       | 7          | 7            |
| 2015  | 9e       | 3     | 2        | 0   | 1       | 7          | 9            |
| 2017  | 8e       | 4     | 1        | 0   | 3       | 5          | 12           |
| 2019  | Xe       | 0     | 0        | 0   | 0       | 0          | 0            |

## Matchs
| 30 juin 2007 | Groenland | 5 - 0 | Rhodes | Koskinou,Grèce |  |
|              |           |       |        |                |  |
|              | (rapport) |       |        |                |  |

| 1er juillet 2007 | Groenland | 0 - 2 | Åland | Agios Apostolos, Grèce |  |
|                  |           |       |       |                        |  |
|                  | (rapport) |       |       |                        |  |

| 4 juillet 2007 | Groenland | 1 - 2 | Gotland | Agios Apostolos, Grèce |  |
|                |           |       |         |                        |  |
|                | (rapport) |       |         |                        |  |

| 5 juillet 2007 | Groenland | 0 - 3 | Guernesey | Koskinou, Grèce |  |
|                |           |       |           |                 |  |
|                | (rapport) |       |           |                 |  |

| 28 juin 2009 | Groenland                                                                          | 6 - 2 | Saaremaa                           | Lemland, Îles Åland |  |
|              | Manumina Reimer 17e, Pilunnguaq Magnussen 22e 47e 90e, Pilunnguaq Chemnitz 50e 90e |       | 20e Anneli Õige, 31e Marianna Laht |                     |  |
|              | (rapport)                                                                          |       |                                    |                     |  |

| 29 juin 2009 | Groenland               | 1 - 3 | Jersey                                    | Bengtsböle Lemland, Îles Åland |  |
|              | Pilunnguaq Chemnitz 22e |       | 3e 58e Jodie Botterill, Laura Couvert 82e |                                |  |
|              | (rapport)               |       |                                           |                                |  |

| 30 juin 2009 | Groenland                                        | 2 - 6 | Åland                                                                 | Vikingavallen Jomala, Îles Åland |  |
|              | Arnaq Bourup Egede 25e, Karoline Malakiassen 35e |       | 22e Mathilda Mörn, 67e 80e 90e Annica Sjölund, 85e (89) Hannah Salmén |                                  |  |
|              | (rapport)                                        |       |                                                                       |                                  |  |

| 2 juillet 2009 | Groenland                | 1 - 4 | Gotland                                                          | Bengtsböle Lemland, Îles Åland |  |
|                | Karoline Malakiassen 21e |       | 36e Amanda Nilsson, 43e 53e Camilla Ronström, 46e Marion Nilsson |                                |  |
|                | (rapport)                |       |                                                                  |                                |  |

| 27 juin 2011 | Groenland             | 1 - 3 | Île de Man                                                | Salters Road Oakfield, Île de Wight |  |
|              | Tobiasine Abelsen 26e |       | 14e Jade Burden, 56e Gillian Christian, 85e Eleanor Gawne |                                     |  |
|              | (rapport)             |       |                                                           |                                     |  |

| 25 juin 2011 | Groenland | 8 - 0 | Gibraltar | Westwood Park Cowes, Île de Wight |
|              | Bebiane V. Johnsen 10e, Manumina Reimer 41e, Arnaq Bourup Egede 44e 74e 81e, Aviana Reimer 50e, Birthe Ugpernângitsok 61e 68e |       |           |                                   |
|              | (rapport) |       |           |                                   |

| 30 juin 2011 | Groenland         | 1 - 6 | Åland                                                                                       | Beatrice Avenue East Cowes, Île de Wight |  |
|              | Aviana Reimer 78e |       | 47e Victoria Eriksson, 53e 56e Lisa Klingberg, 65e Maryette Karring, Emma Liljegren 67e 80e |                                          |  |
|              | (rapport)         |       |                                                                                             |                                          |  |

| 1er juillet 2011 | Groenland                | 1 - 0 | Hébrides extérieures | Beatrice Avenue East Cowes, Île de Wight |
|                  | Karoline Malakiassen 75e |       |                      |                                          |
|                  | (rapport)                |       |                      |                                          |

| 14 juillet 2013 | Groenland        | 1 - 5 | Bermudes                                                                                      | Bermuda National Stadium, Hamilton (Bermudes) |  |
|                 | Laila Platoú 53e |       | 15e Cheyra Bell, 52e Tschana Wade, 55e Akeyla Furbert, Aaliyah Nolan 63e, Jessica Furtado 76e |                                               |  |
|                 | (rapport)        |       |                                                                                               |                                               |  |

| 16 juillet 2013 | Groenland                                                          | 4 - 1 | Hitra                   | Bermuda National Stadium, Hamilton Bermudes |  |
|                 | Laila Platoú 14e, Lisa Petersen 19e, Birthe Ugpernángitsok 39e 41e |       | 26e Julie Kristoffersen |                                             |  |
|                 | (rapport)                                                          |       |                         |                                             |  |

| 17 juillet 2013 | Groenland                                | 2 - 1 | Hitra          | Bermuda Athletics Association, Hamilton (Bermudes) |  |
|                 | Laila Platoú 22e, Arnaq Bourup Egede 27e |       | 89e Lise Røvik |                                                    |  |
|                 | (rapport)                                |       |                |                                                    |  |

| 18 juillet 2013 | Groenland | 0 - 0 (4-5) | Bermudes | Bermuda National Stadium, Hamilton Bermudes |  |
|                 |           |             |          |                                             |  |
|                 | (rapport) |             |          |                                             |  |

| 21 juin 2015 | Groenland | 3 - 2 | Tasinge | Danemark |  |
|              |           |       |         |          |  |
|              | (Rapport) |       |         |          |  |

| 23 juin 2015 | Groenland | 4 - 2 | Tved IF | Danemark |  |
|              |           |       |         |          |  |
|              | (Rapport) |       |         |          |  |

| 28 juin 2015 | Groenland                            | 2 - 3 | Jersey | Springfield, Jersey |
|              | Arnaq Bourup Egede ?, Laila Brandt ? |       |        |                     |
|              | (Rapport)                            |       |        |                     |

| 29 juin 2015 | Groenland              | 1 - 6 | Hitra | St Pauls FC, Jersey |
|              | Karoline Malakiassen ? |       |       |                     |
|              | (Rapport)              |       |       |                     |

| 2 juillet 2015 | Groenland | 4 - 0 | Anglesey | Trinity FC, Jersey |  |
|                |           |       |          |                    |  |
|                | (Rapport) |       |          |                    |  |

| 25 juin 2017 | Groenland | 0 - 6 | Gotland | Visby, Suède |  |
|              |           |       |         |              |  |

| 26 juin 2017 | Groenland | 1 - 2 | Minorque | Dalhem, Suède |  |
|              |           |       |          |               |  |

| 28 juin 2017 | Groenland | 3 - 2 | Hitra | Stenkyrka, Suède |  |
|              |           |       |       |                  |  |

| 29 juin 2017 | Groenland | 1 - 2 | Hébrides extérieures | Hemse, Suède |  |
|              |           |       |                      |              |  |

## Équipe rencontrées
| Adversaire           | Joués | Victoires | Matchs nuls | Défaites | Buts pour | Buts contre |
| -------------------- | ----- | --------- | ----------- | -------- | --------- | ----------- |
| Bermudes             | 2     | 0         | 1           | 1        | 1         | 5           |
| Gibraltar            | 1     | 1         | 0           | 0        | 8         | 0           |
| Hitra                | 4     | 3         | 0           | 1        | 10        | 10          |
| Åland                | 3     | 0         | 0           | 3        | 3         | 14          |
| Gotland              | 3     | 0         | 0           | 3        | 2         | 12          |
| Jersey               | 2     | 0         | 0           | 2        | 3         | 6           |
| Hébrides extérieures | 2     | 1         | 0           | 1        | 2         | 2           |
| Guernesey            | 1     | 0         | 0           | 1        | 0         | 3           |
| Anglesey             | 1     | 1         | 0           | 0        | 4         | 0           |
| Saaremaa             | 1     | 1         | 0           | 0        | 6         | 2           |
| Rhodes               | 1     | 1         | 0           | 0        | 5         | 0           |
| Île de Man           | 1     | 0         | 0           | 1        | 1         | 3           |
| Minorque             | 1     | 0         | 0           | 1        | 1         | 2           |
| Tasinge              | 1     | 1         | 0           | 0        | 3         | 2           |
| Tved IF              | 1     | 1         | 0           | 0        | 4         | 2           |
| Total                | 25    | 10        | 1           | 14       | 53        | 63          |

## Meilleurs buteurs
| Rang | Joueur                | Buts | Sél. | Première sélection | Dernière sélection |
| ---- | --------------------- | ---- | ---- | ------------------ | ------------------ |
| 1    | Arnaq Bourup Egede    | 6    | 23   | 2009               | 2015               |
| 2    | Birthe Ugpernángitsok | 4    | 7    | 2011               | 2013               |
| 3    | Karoline Malakiassen  | 4    | 13   | 2009               | 2015               |
| 4    | Pilunnguaq Magnussen  | 3    | 4    | 2009               | 2009               |
| 5    | Pilunnguaq Chemnitz   | 3    | 4    | 2009               | 2009               |
| 6    | Manumina Reimer       | 2    | 8    | 2011               | 2013               |
| 7    | Aviana Reimer         | 2    | 4    | 2009               | 2011               |
| 8    | Laila Platoú          | 2    | 3    | 2013               | 2013               |
| 9    | Tobiasine Abelsen     | 1    | 4    | 2011               | 2011               |
| 10   | Bebiane V. Johnsen    | 1    | 4    | 2011               | 2011               |
| 11   | Lisa Petersen         | 1    | 3    | 2013               | 2013               |
| 12   | Laila Brandt          | 1    | 5    | 2015               | 2015               |

## Sélectionneur
| Sélectionneur | Période       | Matchs | Gagnés | Nuls | Perdus | Gagnés % |
| ------------- | ------------- | ------ | ------ | ---- | ------ | -------- |
| Bent Petersen | 2015-en cours | 9      | 4      | 0    | 5      | 44.44    |
| Totals        | Totals        | 25     | 10     | 1    | 14     | 40       |